# North American SuperLiga 2010
De  Noord-Amerikaanse Superliga 2010 is de 4de editie van de Noord-Amerikaanse Superliga. Het huidige plan is dat de Top 4 van de Major League Soccer die zich niet hebben gekwalificeerd voor de CONCACAF Champions League 2010/11 zich kwalificeren . Er is geen kwalificatiemethode voor de Mexicaanse clubs uit de Primera División de México.

## Speelsteden
| Stad           | Stadion naam          | Capaciteit |
| -------------- | --------------------- | ---------- |
| Bridgeview, IL | Toyota Park           | 20.000     |
| Carson, CA     | The Home Depot Center | 27.000     |
| Houston        | Robertson Stadium     | 32.000     |
| Foxborough     | Gillette Stadium      | 69.000     |

## Kwalificatie
De teams die zich hebben gekwalificeerd voor de CONCACAF Champions League 2010/11 mogen niet deelnemen aan de Superliga het gaat om de volgende teams:
- Columbus Crew
- Los Angeles Galaxy
- Seattle Sounders FC
- Toluca
- Monterrey
- Santos Laguna
- Cruz Azul

## Gekwalificeerde teams
Uit de  Verenigde Staten Major League Soccer
- Houston Dynamo
- Chicago Fire
- Chivas USA
- New England Revolution

Uit  Mexico La Primera División
- CF Pachuca
- Morelia
- Puebla
- UNAM

## Groepsfase

### Groep A
| Team           | Pld | W | D | L | GF | GA | GD | Pts |
| -------------- | --- | - | - | - | -- | -- | -- | --- |
| Houston Dynamo | 3   | 2 | 1 | 0 | 4  | 2  | +2 | 7   |
| Puebla         | 3   | 2 | 0 | 1 | 5  | 3  | +2 | 6   |
| Chivas USA     | 3   | 1 | 1 | 1 | 3  | 3  | 0  | 4   |
| Pachuca        | 3   | 0 | 0 | 3 | 2  | 6  | −4 | 0   |

|                        |                             |         |                                     |                                                                                   |
| 15 juli 2010 20:00 EDT | Houston Dynamo              | 2 – 1   | Pachuca                             | Robertson Stadium, Houston Toeschouwers: 10.400 Scheidsrechter: Jerry Solis (CRC) |
| 15 juli 2010 20:00 EDT | Ngwenya 18' 85' Ngwenya 61' | Verslag | Rodríguez 48' Manso 51' Aguilar 84' | Robertson Stadium, Houston Toeschouwers: 10.400 Scheidsrechter: Jerry Solis (CRC) |

|                        |                                  |        |                                                                                          |                                                                                             |
| 15 juli 2010 22:30 EDT | Chivas USA                       | 1 – 2  | Puebla                                                                                   | The Home Depot Center, Carson Toeschouwers: 12.617 Scheidsrechter: Jose Gaspar Molina (HON) |
| 15 juli 2010 22:30 EDT | Trujillo 40' Umaña 85' Cuesta 2' | Report | Olivera 6' Velázquez 41' González 62' González 78' Álvarez 90' Rincón 90+1' Corona 90+4' | The Home Depot Center, Carson Toeschouwers: 12.617 Scheidsrechter: Jose Gaspar Molina (HON) |

|                        |                                     |        |                       |                                                |
| 18 juli 2010 20:00 EDT | Houston Dynamo                      | 1 – 1  | Chivas USA            | Robertson Stadium, Houston Toeschouwers: 5.007 |
| 18 juli 2010 20:00 EDT | Palmer 6' Hainault 18' Robinson 35' | Report | Umaña 41' Padilla 71' | Robertson Stadium, Houston Toeschouwers: 5.007 |

|                        |                                                       |        |                                                          |                                                |
| 18 juli 2010 22:30 EDT | Pachuca                                               | 1 – 3  | Puebla                                                   | Robertson Stadium, Houston Toeschouwers: 5.007 |
| 18 juli 2010 22:30 EDT | Cvitanich 15' 63' Torres 38' Arizala 80' Martínez 78' | Report | Olivera 42' Pereyra 25' Ortiz 67' 75' Aja 70' Juárez 88' | Robertson Stadium, Houston Toeschouwers: 5.007 |

|                        |                                                               |        |                                                    |                                                                                   |
| 21 juli 2010 20:00 EDT | Houston Dynamo                                                | 1 – 0  | Puebla                                             | Robertson Stadium, Houston Toeschouwers: 10,033 Scheidsrechter: Oscar Reyna (GUA) |
| 21 juli 2010 20:00 EDT | Palmer 11' Ngwenya 50' Oduro 63' Cruz 2' Serioux 89' Oduro 2' | Report | García 35' Brown 52' 84' González 88' Corona 90+2' | Robertson Stadium, Houston Toeschouwers: 10,033 Scheidsrechter: Oscar Reyna (GUA) |

|                        |                                                            |        |             |                                                                                       |
| 21 juli 2010 22:30 EDT | Chivas USA                                                 | 1 – 0  | Pachuca     | The Home Depot Center, Carson Toeschouwers: 14,817 Scheidsrechter: Marlon Mejia (SLV) |
| 21 juli 2010 22:30 EDT | Maldonado 7' Delgado 18' Borja 51' Chijindu 60' Romero 79' | Report | Arreola 43' | The Home Depot Center, Carson Toeschouwers: 14,817 Scheidsrechter: Marlon Mejia (SLV) |

### Groep B
| Team                   | Pld | W | D | L | GF | GA | GD | Pts |
| ---------------------- | --- | - | - | - | -- | -- | -- | --- |
| New England Revolution | 3   | 3 | 0 | 0 | 3  | 0  | +3 | 9   |
| Morelia                | 3   | 1 | 1 | 1 | 7  | 4  | +3 | 4   |
| Chicago Fire           | 3   | 1 | 0 | 2 | 2  | 6  | −4 | 3   |
| UNAM                   | 3   | 0 | 1 | 2 | 2  | 4  | −2 | 1   |

|                        |                                                              |        |                          |                                                                                        |
| 14 juli 2010 20:00 EDT | New England                                                  | 1 – 0  | UNAM                     | Gillette Stadium, Foxborough Toeschouwers: 7.201 Scheidsrechter: Silviu Petrescu (CAN) |
| 14 juli 2010 20:00 EDT | Mansally 11' Schilawski 18' Joseph 45' Niouky 56' Nyassi 84' | Report | Espinosa 43' Augusto 56' | Gillette Stadium, Foxborough Toeschouwers: 7.201 Scheidsrechter: Silviu Petrescu (CAN) |

|                        |                       |        |                                                                  |                                                                                |
| 14 juli 2010 21:30 EDT | Chicago Fire          | 1 – 5  | Morelia                                                          | Toyota Park, Bridgeview Toeschouwers: 11.009 Scheidsrechter: Jose Rivera (SLV) |
| 14 juli 2010 21:30 EDT | Kinney 15' Kinney 49' | Report | Hernandez 4' Romero 16' Rey 34' Sabah 40' Marquez 50' Lozano 70' | Toyota Park, Bridgeview Toeschouwers: 11.009 Scheidsrechter: Jose Rivera (SLV) |

|                        |           |        |             |                                                                                |
| 17 juli 2010 19:00 EDT | Chicago   | 0 – 1  | New England | Toyota Park, Bridgeview Toeschouwers: 16.117 Scheidsrechter: Kevin Stott (USA) |
| 17 juli 2010 19:00 EDT | Conde 19' | Report | Perovic 77' | Toyota Park, Bridgeview Toeschouwers: 16.117 Scheidsrechter: Kevin Stott (USA) |

|                        |                     |        |                                   |                                                                                     |
| 17 juli 2010 21:30 EDT | Morelia             | 2 – 2  | UNAM                              | Toyota Park, Bridgeview Toeschouwers: 16.117 Scheidsrechter: Ricardo Arellano (MEX) |
| 17 juli 2010 21:30 EDT | Rey 2' Droguett 53' | Report | Augusto 68' Cortés 76' Cortés 85' | Toyota Park, Bridgeview Toeschouwers: 16.117 Scheidsrechter: Ricardo Arellano (MEX) |

|                        |                                    |        |                                    |                                                                              |
| 20 juli 2010 20:00 EDT | New England                        | 1 – 0  | Morelia                            | Gillette Stadium, Foxborough Toeschouwers: 8.173 Scheidsrechter: Elmer Rodas |
| 20 juli 2010 20:00 EDT | Barnes 57' Perović 62' Sinovic 84' | Report | Aldrete 41' Marquez 49' Garcia 89' | Gillette Stadium, Foxborough Toeschouwers: 8.173 Scheidsrechter: Elmer Rodas |

|                        |                               |        |             |                                                                         |
| 20 juli 2010 21:30 EDT | Chicago                       | 1 – 0  | UNAM        | Toyota Park, Bridgeview Toeschouwers: 9.429 Scheidsrechter: José Pineda |
| 20 juli 2010 21:30 EDT | Conde 35' Conde 43' Brown 70' | Report | Augusto 42' | Toyota Park, Bridgeview Toeschouwers: 9.429 Scheidsrechter: José Pineda |

## Eindronde

### Halve finales
|                           |                                     |        |                           |                                                                                 |
| 4 augustus 2010 19:00 EDT | NE Revolution                       | 1 – 1  | Puebla                    | Gillette Stadium, Foxborough Toeschouwers: 5,854 Scheidsrechter: Roberto Moreno |
| 4 augustus 2010 19:00 EDT | Mansally 56'                        | Report | 58' Olivera               | Gillette Stadium, Foxborough Toeschouwers: 5,854 Scheidsrechter: Roberto Moreno |
| 4 augustus 2010 19:00 EDT | Strafschoppen                       |        |                           | Gillette Stadium, Foxborough Toeschouwers: 5,854 Scheidsrechter: Roberto Moreno |
| 4 augustus 2010 19:00 EDT | Joseph Reis Tierney Phelan Mansally | 5–3    | Olivera Juárez Ayala Lugo | Gillette Stadium, Foxborough Toeschouwers: 5,854 Scheidsrechter: Roberto Moreno |

|                           |                |        |           |                                                                               |
| 5 augustus 2010 19:00 EDT | Houston Dynamo | 0 – 1  | Morelia   | Robertson Stadium, Houston Toeschouwers: 7,641 Scheidsrechter: Walter Quesada |
| 5 augustus 2010 19:00 EDT |                | Report | 47' Sabah | Robertson Stadium, Houston Toeschouwers: 7,641 Scheidsrechter: Walter Quesada |

### Finale
|                            |               |       |                      |                                                                                 |
| 1 september 2010 19:00 EDT | NE Revolution | 1 – 2 | Morelia              | Gillette Stadium, Foxborough Toeschouwers: 10,414 Scheidsrechter: Carlos Batres |
| 1 september 2010 19:00 EDT | Alston 79'    |       | 65' (pen), 75' Sabah | Gillette Stadium, Foxborough Toeschouwers: 10,414 Scheidsrechter: Carlos Batres |